# 章彥琦
章彥琦（英語：Ashley Cheung），畢業於香港中文大學哲學系，電影編劇、短片導演、香港電影編劇家協會第十六屆邀請執委。曾獲香港電影編劇家協會2020年度推薦劇本獎及第27屆香港電影評論學會推薦電影獎。其父為香港新浪潮推手之一，金馬獎導演章國明。

## 影視作品

### 編劇
- 2017年 《救殭清道夫》 Vampire Clean-up Department（原名《屍奔日記》並獲2016年香港亞洲電影投資會「HAF大獎」）
- 2018年 《非同凡響》 Distinction（入圍倫敦東亞電影節 2018、美國舊金山國際電影節 2018、台北電影節 2018）
- 2020年 《一秒拳王》 One Second Champion （香港電影金像獎2020年度最佳編劇提名、香港電影編劇家協會 2020年度推薦劇本獎、第27屆香港電影評論學會推薦電影獎）
- 2023年 Viutv 原創劇《和解在後》 Beyond the Common Ground （編審）
- 2024年 《出租家人》（英皇電影作品）We are Family

## 短片及微電影

### 導演
- 2017年 鮮浪潮電影《命懸一念》 Life on a Line [5]（兼任編劇及攝影）

### 編劇
- 2014年 《專業分手員》Break-up Planner（獲微電影創作支援計劃 2014 金獎）
- 2014年 《安居》Rest is Pending（第十四屆威尼斯國際建築雙年展香港展覽參展作品、獲意大利Festival'O Curt 2014 最佳影片獎、意大利Skepto 國際影展 2014 最佳影片獎）
- 2017年 鮮浪潮電影《命懸一念》 Life on a Line
- 2019年 第38屆香港電影金像奬 金像同行短片系列：《小孩有夢》

## 電視作品

### 編劇
- 2014年 香港電台劇集 社企有道II《生命維修站》
- 2014年 香港電台劇集 社企有道II《仁心仁術》
- 2015年 香港電台劇集 回到未來錢《偽裝大翻身》
- 2017年 香港電台劇集 我家在香港 III《我的新鄰居》
- 2019年 香港電台劇集 星星的孩子《來自B612的愛情》
- 2019年 香港電台劇集 星星的孩子《藍光》
- 2023年 ViuTV劇集 《和解在後》